# خوسيه ماريا ليون خيمينيز
خوسيه ماريا ليون خيمينيز (بالإسبانية: José María León Jiménez)‏ هو سياسي إسباني، ولد في 17 أبريل 1893، وتوفي في 2 أغسطس 1936. نشط حزبياً في حزب العمال الاشتراكي الإسباني.